# گمینا اولکوش
گمینا اولکوش (به لهستانی:  Gmina Olkusz) یک گمینا در لهستان است که در شهرستان اولکوش واقع شده‌است. گمینا اولکوش ۱۵۰٫۶۶ کیلومتر مربع مساحت و ۵۰٬۲۸۹ نفر جمعیت دارد.